# 吉井美優
吉井 美優（よしい みゆ、1999年（平成11年）3月2日 - ）は、日本の女性アイドル。アイドルグループである26時のマスカレイドの元メンバー。神奈川県出身。愛称は「みぃちゃん」。OOO Entertainment（スリーオーエンタテインメント。最初はガルークリエイター（Garou株式会社））所属。

## 経歴
2017年8月3日 『週刊ヤングジャンプ』の「サキドルエースSURVIVAL SEASON7」に26時のマスカレイド代表として参加した。
2019年からファッション雑誌『bis』の誌面、ウェブサイト、YouTubeチャンネルに登場している。
2021年2月22日、表紙と巻頭グラビアを務めた『週刊ビッグコミックスピリッツ』2021年12号上で、1st写真集の発売が発表されたが、新型コロナウイルスの影響で撮影が延期となった。発売日の決まらない中で、2021年10月の終わりから11月の初頭にかけて宮古島で撮影が行われ、1st写真集は『Momentary』のタイトルで当初の発表から1年越しとなる2022年3月9日に発売された。
2022年10月31日をもって、所属事務所プラチナムプロダクションを退社。2023年明けてGarou株式会社（のちに
OOO Entertainment（スリーオーエンタテインメント））に入社。
2024年5月からエンキャリ公式サンバイザー就任。

## 人物
両親と兄の4人家族。
特技は歯笛。
ラーメンが好き。
お笑いが生き甲斐で人生の一部と語るほどのお笑い好き。お笑い好きのセンスは、『26時“ちょい前”のマスカレイド』の収録にも活かされた。
その麗しい顔から、一部のファンの中では顔面国宝と言われている。
メンバーでは、特に森みはると仲が良いという。
仕事においては全裸以外はNGがない。
自称不死身。（2022年7月7日ライブ配信『クアラボ』にてメンバーから証言）

## 出演

### ラジオ
- ラジオiNEWS（ラジオNIKKEI 第1）
- 四千ミルク（2019年7月31日[14]、FM FUJI） - 森みはるとともに

### ウェブドラマ
- 全部やめれたらいいのにね（2021年12月23日、全13話、TEATriCO BOX） - 橘桃果 役[15]

## 書籍

### 雑誌
- 週刊ヤングジャンプ（2017年36号 - 37号[16]、集英社） - サキドルエースSURVIVAL SEASON7
- bis（2019年7月号[17] 、光文社）
- bis（2019年9月号[18] 、光文社）
- bis（2019年11月号[19] 、光文社）
- 週刊プレイボーイ（2020年3号・4号[20]、集英社） - 来栖りんと共に
- 週刊プレイボーイ（2020年5号[21]、集英社） - 来栖りんと共に
- bis（2020年11月号[22] 、光文社）
- ヤングキングBull（2020年12月号[23]、少年画報社）
- bis（2021年1月号[24] 、光文社）
- ヤングキング サンカク△（増刊ヤングキング1月21日号[25]、少年画報社）
- 週刊ビッグコミックスピリッツ（2021年12号[26]、小学館）
- IDOL FILE（Vol.21[27]、シンコーミュージック・エンタテイメント）

### デジタル写真集
- 「太陽ちゃんとお月様」（2020年、グラジャパ） - 来栖りんと共に[28]
- 「Brilliant Mind」（2021年、小学館）

### 写真集
- 「Momentary」（2022年3月11日、小学館、撮影：中村和孝）[29]